# Ozawa Roan
Ozawa Roan (ja, 小沢 蘆庵), Ozawa Tatewaki, Kankadō, Daigaku, Koō, Tonantei, Honjō Shichirō; 1723 à Osaka - 1801, est un poète japonais.
Issu d'une famille de samouraï, Ozawa entre au milieu des années 1750 au service du kuge Takatsukasa Sukehira qu'il accompagne en 1765 dans un voyage à Edo où il est libéré de son service. Depuis 1753, il est élève de Reizei Tamemura. Des divergences de vue sur la poésie amènent vingt ans plus tard l'exclusion de Roan de cette école. En opposition au style classique de l'école de Kamo no Mabuchi, il représente l'idéal des « mots simples » (tadagoto uta). En 1796, il est le mentor de Kagawa Kageki, dont il influence le style de manière significative. Il a également Rai bashi pour élève.